# Миязды
Миязды (кирг. Миязды) — село в Алайском районе Ошской области Кыргызстана. Входит в состав Джошолунского айылного аймака.

## География
Село расположено в южной части области, на правом берегу реки Джошолу (правый приток реки Куршаб), на расстоянии приблизительно 12 километров (по прямой) к востоку от села Гульча, административного центра района. Абсолютная высота — 1873 метра над уровнем моря.

## Население
Согласно оценочным данным Национального статистического комитета Кыргызской Республики, численность населения села на начало 2023 года составляла 704 человека.
| год     | 2009 | 2014 | 2015 | 2020 | 2021 | 2023 |
| ------- | ---- | ---- | ---- | ---- | ---- | ---- |
| человек | 834  | 620  | 656  | 728  | 720  | 704  |